# Blåhalet biæder
Blåhalet biæder (Merops philippinus) er en skrigefugl, der lever i det sydlige Asien - fra Indien til Ny Guinea.